# شرح‌حال جعلی
شرح حال جعلی (انگلیسی: Fake memoir) گونه‌ای از جعل ادبی است که در آن بخشی یا کل یک خودزندگی‌نامه، شرح حال یا دفتر خاطرات روزانه جعل‌شده فردی به عنوان واقعیت عرضه می‌شود. در بعضی نمونه‌ها نویسنده ادعایی اثر نیز ساختگی و جعلی است. در سال‌های اخیر، نمونه‌هایی از این شرح‌حال‌ها از سوی ناشران معظم به چاپ رسیده و برخی از آن‌ها، نقد‌های مثبتی دریافت کرده‌اند و پرفروش شده‌اند و بعداً مشخص شده همه یا بخشی از آن‌ها، ساختگی بوده است. برخی از شرح‌حال‌های ساختگی اخیر در ورطه مصیبت نگاری افتاده‌اند جایی که نویسنده ادعا می‌کند بر فقدان، تجاوز، اعتیاد، فقر و دیگر مصیبت‌ها غلبه کرده است. بخش دیگری از این شرح‌حال‌ها داستان‌های ساختگی نجات‌یافتگان از هولوکاست است که دست‌کم یکی از آن‌ها توسط یک قربانی واقعی هولوکاست نوشته شده است.
در نتیجه این شرح‌حال‌های ساختگی و پرفروش، تقاضاهایی برای بررسی دقیق‌تر و بررسی حقایقی که نویسنده‌ها از آن‌ها در زندگی‌نامه‌نویسی استفاده می‌کنند، وجود دارد.